# Jacques-Joseph Moreau
Jacques-Joseph Moreau (3 de junio de 1804 - 26 de junio de 1884), apodado Moreau de Tours, fue un psiquiatra francés y miembro del Club des Hashischins. Moreau fue el primer médico en hacer un trabajo sistemático sobre los efectos de las drogas psicoactivas en el sistema nervioso central, y en catalogar, analizar y registrar sus observaciones.También se le conoce como el primero en hablar de la división de la consciencia, acuñando el término disociación (‘désagrégation’), inspirando a Pierre Janet a explorar la relación de la disociación y el trauma.

## Trabajos
Descubrió el hachís durante un largo viaje que realizó (1836-1840) por el Medio Oriente. Lo estudió para comprender la relación entre la locura y los sueños, que son delirios similares, según Moreau.
Publicó Du Hachisch et de l'aliénation mentale en 1845, traducida después al castellano en 2019 por la Asociación Española de Neuropsiquiatría como «Del hachís y de la alienación mental». Fue el primer médico en publicar un trabajo sobre una droga y su efecto sobre el sistema nervioso central.

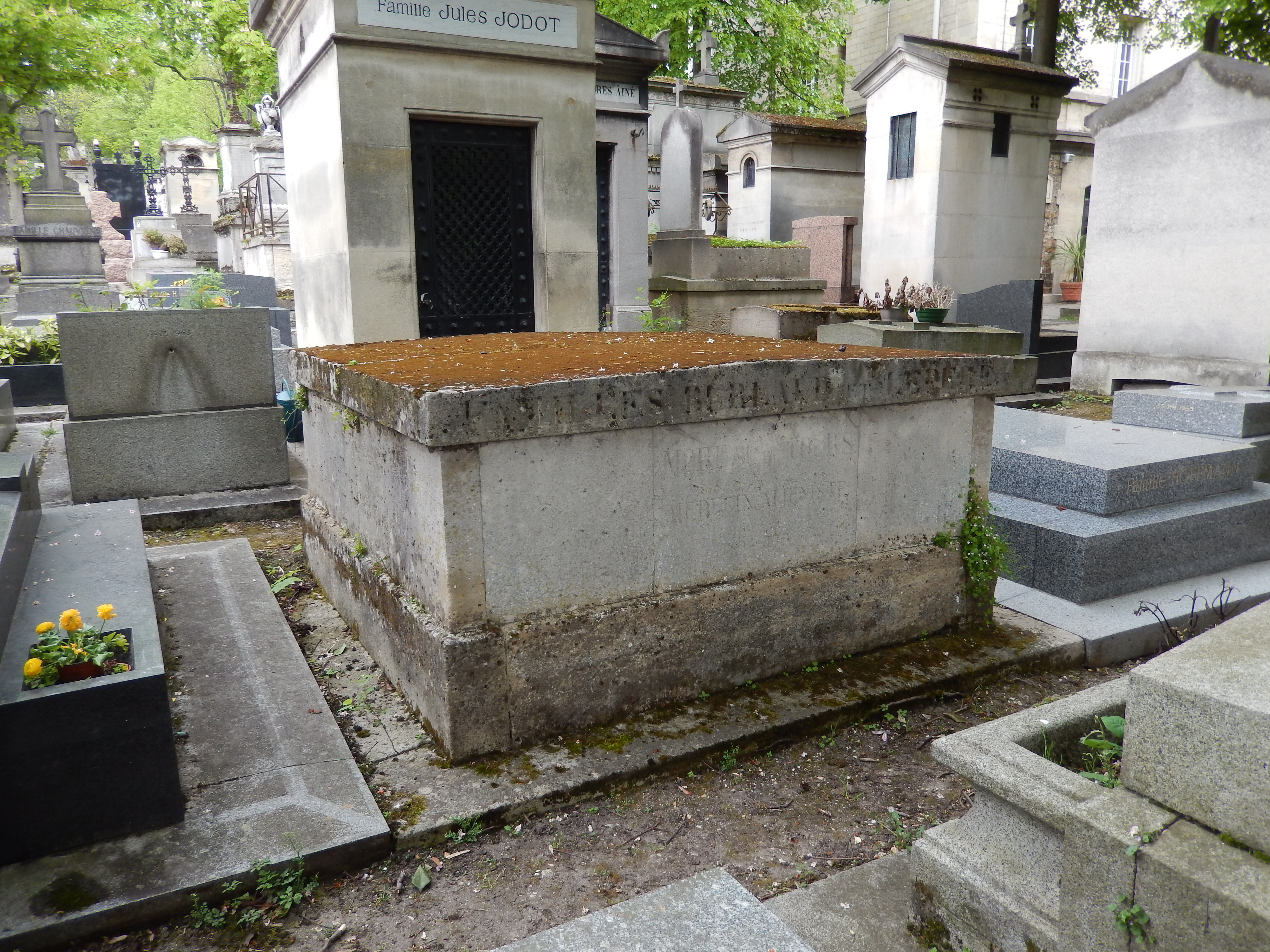
La tumba de Moreau en el cementerio Père Lachaise.

«En una era que finalmente vio a la psique humana en términos humanistas naturales, más que como el dominio sobrenatural incontrolable de los demonios y los ángeles. A través de la observación cuidadosa de las reacciones de las personas, incluida la suya, al hachís, en particular su apertura a las sugerencias y su disposición a considerar Nuevas posibilidades: Moreau teorizó que las sustancias psicoactivas podrían tratar o replicar enfermedades mentales para ayudar a curar a los pacientes. Sus estudios de 1845 sobre la flor datura y el hachís se prepararon como un tratado que documentaba beneficios tanto físicos como mentales, y finalmente condujeron a la psicofarmacología moderna y uso de numerosos tratamientos con fármacos psicotomiméticos».
Pierre Janet lo identificó como uno de sus predecesores que había reconocido «el papel patológico desempeñado por el dolor y la emoción» en la creación de vulnerabilidad a los problemas psicológicos.
En 1843, junto con Jules Baillarger (1809-1890), François Achille Longet (1811-1871) y Laurent Alexis Philibert Cerise (1807-1869), fundó la revista psiquiátrica Annales médico-psychologiques.

## Obras
- Les Facultés morales considérées au point de vue médical, (1836) Paris, Rouvier et Le Bouvier
- Du hachisch et de l’aliénation mentale: Etudes psychologiques, (1845). Moreau de Tours, J. J.